# Philoliche buxtoni
Philoliche buxtoni är en tvåvingeart som beskrevs av M. Josephine Mackerras och Rageau 1958. Philoliche buxtoni ingår i släktet Philoliche och familjen bromsar. Inga underarter finns listade i Catalogue of Life.